# From the Four Corners
From the Four Corners è un film di propaganda prodotto nel 1942 dal Ministero dell'Informazione britannico (MOI), scritto da Leslie Howard e A.G. McDonald e diretto da Anthony Havelock-Allan.
Il film mostra tre soldati provenienti dal Canada, dall'Australia e dalla Nuova Zelanda che, in licenza a Londra, incontrano per caso Leslie Howard. L'attore li invita a bere in un pub e dopo aver ascoltato le brevi storie dei tre soldati, li conduce sulla sommità della cattedrale di St. Paul e parla con loro delle comuni radici e dei valori che i soldati stanno difendendo in guerra.